# FYN
تیروزین پروتئین کیناز پروتو-اونکوژنِ Fyn (انگلیسی: Proto-oncogene tyrosine-protein kinase Fyn) یک پروتئین است که در انسان توسط ژن «FYN» کُدگذاری می‌شود.
این پروتئین ۵۹ کیلو دالتون وزن دارد و در سیگنالینگ یاخته‌های عصبی و لنفوسیت‌های تی در ارتباط است و هرگونه تداخل در این مسیرهای سیگنالینگ در بروز سرطان نقش دارد.
این پروتئین در تنظیم رشد سلولی نیز دخالت دارد و جهش در آن بسیاری از فرایندهای طبیعی سلولی را برهم می‌زند.

## عملکرد
پروتئین Fyn در مسیرهای سیگنالینگ (علامت‌دهی سلولی) زیر نقش دارد:
سیگنالینگ لنفوسیت‌های تی و لنفوسیت‌های بی، سیگنالینگ وابسته به اینتگرین، سیگنالینگ فاکتور رشد و گیرنده سیتوکین، عملکرد مجرای یونی و فاکتور فعال‌کننده پلاکتی، چسبندگی سلولی، هدایت آکسونی، لقاح، آغاز میتوز، تمایز سلول‌های کشنده طبیعی، اولیگودندروسیت‌ها و کراتینوسیت‌ها.

## اهمیت بالینی
خانوادهٔ Src کینازها، که پروتئینِ Fyn یکی از آنهاست،  از طریقِ «تهاجم و پیشرفت تومور، عبور از اپیتلیال به مزانشیمال، رگ‌زایی، و ایجاد متاستاز» در پیشرفت سرطان نقش دارند.
افزایش بیش از حدِ پروتئین Fyn به‌طور شایع با سرطان‌های زیر مرتبط است:
سرطان پروستات، گلیوبلاستوما، کارسینوم سلول سنگفرشی سر و گردن، سرطان لوزالمعده، لوسمی مزمن مغز استخوان و ملانوما

## تعامل‌ها
پروتئین Fyn با مولکول‌های زیر تعامل پروتئین-پروتئین دارد:
- C-Raf[۱۲]
- CD36[۱۳][۱۴]
- CDH1[۱۵]
- لیگاند فاس[۱۶][۱۷]
- PTK2[۱۸][۱۹]
- Lck[۲۰]
- پروتئین تاو[۲۱]
- گیرنده تیروزین کیناز بی[۲۲]

## برای مطالعهٔ بیشتر
- O'Sullivan E, Kinnon C, Brickell P (1999). "Wiskott-Aldrich syndrome protein, WASP". Int. J. Biochem. Cell Biol. 31 (3–4): 383–7. doi:10.1016/S1357-2725(98)00118-6. PMID 10224664.
- Sasaoka T, Kobayashi M (2000). "The functional significance of Shc in insulin signaling as a substrate of the insulin receptor". Endocr. J. 47 (4): 373–81. doi:10.1507/endocrj.47.373. PMID 11075717.
- Leavitt SA, SchOn A, Klein JC, Manjappara U, Chaiken IM, Freire E (2004). "Interactions of HIV-1 proteins gp120 and Nef with cellular partners define a novel allosteric paradigm". Curr. Protein Pept. Sci. 5 (1): 1–8. doi:10.2174/1389203043486955. PMID 14965316.
- Tolstrup M, Ostergaard L, Laursen AL, Pedersen SF, Duch M (2004). "HIV/SIV escape from immune surveillance: focus on Nef". Curr. HIV Res. 2 (2): 141–51. doi:10.2174/1570162043484924. PMID 15078178.
- Joseph AM, Kumar M, Mitra D (2005). "Nef: "necessary and enforcing factor" in HIV infection". Curr. HIV Res. 3 (1): 87–94. doi:10.2174/1570162052773013. PMID 15638726.
- Stove V, Verhasselt B (2006). "Modelling thymic HIV-1 Nef effects". Curr. HIV Res. 4 (1): 57–64. doi:10.2174/157016206775197583. PMID 16454711.